# Mateusz Szymkowiak

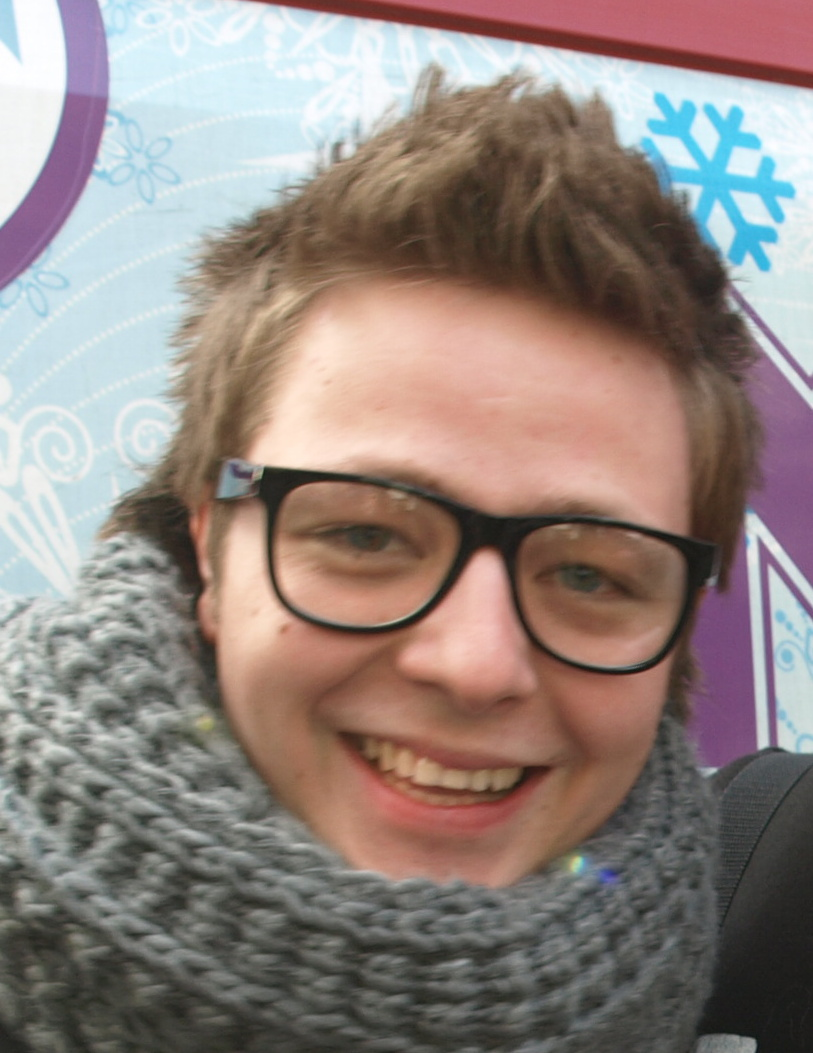
Mateusz Szymkowiak

Mateusz Szymkowiak (Skarżysko-Kamienna, 28 maggio 1987) è un giornalista e conduttore televisivo polacco.

## Biografia
Ha studiato sociologia presso l'Università di Varsavia.

### Anni 2010
Nel 2011 ha co-condotto la prima edizione di The Voice of Poland, versione polacca del talent show The Voice, assieme a Hubert Urbański e Magdalena Mielcarz. Sempre nello stesso anno tenne compagnia ai telespettatori nello speciale di Capodanno Sylwester Marzeń z Dwójką, in diretta da Breslavia per celebrare l'arrivo del 2012 insieme a molteplici ospiti.
Dal 2012 è inviato del programma mattutino di TVP2 Pytanie na śniadanie.
Dal 2017 conduce Lajk!, rubrica settimanale di cultura e spettacolo che va in onda ogni sabato mattina su TVP2.
Nel 2018 e nel 2019 ha presentato i voti della giuria polacca all'Eurovision Song Contest. Il 31 dicembre 2018 torna a condurre dopo 7 anni lo speciale di Capodanno Sylwester Marzeń z Dwójką, stavolta in diretta dalla città di Zakopane.
Il 18 novembre 2019 ha condotto da Katowice la cerimonia di apertura dello Junior Eurovision Song Contest 2019.

### Anni 2020
Nel 2020 conduce una serata del Krajowy Festiwal Piosenki Polskiej w Opolu, il Festival nazionale della canzone polacca, coronando il sogno di una vita. Inoltre, il 23 novembre 2020 ha presentato da Varsavia la cerimonia di apertura del Junior Eurovision Song Contest 2020. È stato il primo presentatore ad aver condotto per due volte consecutive la cerimonia d'apertura del Junior Eurovision Song Contest.
Nel 2021 conduce Taka jak ty, programma - in onda sul nuovo canale TVP Kobieta - in cui parla con donne famose di temi riguardanti la loro vita privata e la loro femminilità.

## Programmi televisivi
- The Voice of Poland (TVP2, 2011)
- '’Kocham Cię, Polsko!’’ (TVP2, 2012-2013) ’’Inviato’’
- Sylwester Marzeń z Dwójką (TVP2, 2011, 2018)
- Pytanie na śniadanie (TVP2, dal 2011) Inviato
- Lajk! (TVP2, 2017-2023)
- Lato Zet i Dwójki (TVP2, 2012-2015)
- Krajowy Festiwal Piosenki Polskiej w Opolu - Studio Festiwalowe (TVP1, 2016-2020)
- Wakacyjna Trasa Dwójki (TVP2, 2018-2019)[13][14]
- Eurovision Song Contest (TVP1, 2018-2019) Portavoce
- Festiwal Muzyki Tanecznej Kielce (TVP2, dal 2018)[15]
- Europa da się lubić – 15 lat później (TVP2, 2019)[16]
- Ameryka da się lubić (TVP2, 2020)
- Festiwal Gwiazd w Międzyzdrojach (TVP2, 2017-2019)
- Festiwal Dwa Teatry (TVP2, 2018-2019)
- Walentynki z królami disco (TVP2, 2020)[17]
- Junior Eurovision Song Contest (TVP1, 2019-2020)[18][7][10]
- Krajowy Festiwal Polskiej Piosenki w Opolu - Kawiarenka z Gwiazdami Inviato (TVP Rozrywka, 2022)
- Krajowy Festiwal Polskiej Piosenki w Opolu - Opole na start & Od Opola do Opola (TVP1, TVP Polonia 2020)
- ’’Festiwal Pamięć i Tożsamość’’ (TVP Kultura & TVP Historia, 2021-2022) Inviato
- Taka jak ty (TVP Kobieta, dal 2021)
- Taki jak ty (TVP Kobieta, dal 2021)
- Rozmowy o... (TVP Kobieta, dal 2022)[19] Co-conduttore
- Save Ukraine - #StopWar (TVP1, 2022) Inviato
- Polska od kuchni - Miss Wdzięku (TVP2, 2022)
- Miss Polonia (TVP2, 2022-2023)

## Curiosità
- Originariamente ad annunciare i risultati della giuria polacca all'Eurovision Song Contest 2018 doveva essere la modella polacca Marcelina Zawadzka.[20] Ma lei ha avuto problemi di salute e quindi Mateusz l'ha sostituita nel ruolo di spokesperson.[21][22][23]